# Ванда Орлова
Ванда Орлова, (відома під псевдонімом VANDA) — сучасна українська художниця, яка здобула міжнародне визнання, пов’язана в основному з імпресіонізмом, ленд-артом, абстракцією-креативом, фігуративним живописом. Ванда Орлова — українська  художниця, 1971 року народження. За версією міжнародного рейтингового агентства Artfacts у 2024 році увійшла до кращих художників світу. Ванда авторка унікальної авторської техніки під назвою "солярісм" (from the latin word "solar" - сонячний), завдяки якій її картини називають "живими". Ванда Орлова є засновницею Art Fine Nation - першої мистецької агенції в Україні, що підтримує українських художників. Авторка та реалізаторка унікального художнього проекту "Намалюй мені вірш на поезію Ліни Костенко". Авторка, організаторка та кураторка художніх виставок.

## Біографія
Ванда Орлова народилася 31 грудня 1971 року в місті Умань (Україна, Черкаська область). З 1973 року постійно живе в м.Київ (Україна). З дитинства проявляла інтерес до мистецтва, що згодом переросло у професійну діяльність.

## Творчість
Ванда Орлова досліджує гру світла і кольору, передаючи емоційні та смислові відтінки через гармонію форм і сонячних променів.  Її роботи відзначаються яскравими кольорами та унікальною технікою виконання.
Основною особливістю творчості Ванди Орлової є її авторська техніка "солярісм". Ця техніка дозволяє створювати картини, які випромінюють світло, створюючи ефект "живих" полотен. У своїй техніці вона поєднує олійні та акрилові фарби на полотні, використовує позолоту у різних формах — від пудри до рідкого золота. Експериментує з кольорами, формами й текстурами, але особливу увагу приділяє кольоровій гамі. Більшість її картин створені з використанням обмеженої палітри, що дозволяє їй майстерно змішувати відтінки, відкриваючи нові унікальні поєднання.
Суть "соляризму" полягає не лише в унікальній техніці, а й у філософії світла як символу тепла, життя та руху. Використовуючи золоту поталь та багатошарові мазки, Ванда Орлова створює полотна, що відтворюють гру сонячних променів, надаючи композиціям не лише динамічності, а й глибокого змісту. Завдяки цьому підходу її роботи набувають ефекту "живої картини"— вони змінюються протягом дня, взаємодіючи з глядачем у реальному часі, ніби дихають і відгукуються на світло.

## Визнання
Ванда Орлова здобула визнання не лише в Україні, але й за її межами. За версією одного з найвпливовіших міжнародних рейтингових агентств Artfacts у 2024 році входить до 1 000 000 кращих художників у світі та до 10 000 найкращих художників в Україні.  Ванда створила унікальну авторську техніку під назвою "солярісм" (від латинського "solar" - сонячний), завдяки якій її картини змінюються в залежності кута та доби освітлення. Її роботи високо оцінюються як критиками, так і колекціонерами, здобули міжнародне визнання, були представлені на престижних міжнародних конкурсах і виставках, прикрашають приватні колекції по всьому світу — від України (зокрема у приватній колекції Ліни Костенко) до США, Італії, Канади та інших країн.
Artfacts включає вручну перевірену редакторами і введену інформацію про арт-ринок. Група міжнародних редакторів працює з моменту заснування компанії, перевіряє ще раз всю знайдену або отриману інформацію, що і гарантує її достовірність. Саме завдяки цьому негативний вплив на рейтинг художника чи культурної інституції за допомогою соціальних ботів неможливий. За даними на 2025 рік Artfacts включає перевірену інформацію більш ніж про 1 162 269 виставок, 25 654 галерей, 8 391 музеїв і більш ніж про 1 088 578 художників зі 192 країн світу. ↑ Galerie Brusberg. www.brusbergfineart.com. Дата звернення: 30 березня 2017. Архівовано 31 березня 2017 року.

## Родинні зв'язки
З великою ймовірністю, Ванда Орлова має далекий родинний зв'язок з відомим українським художником Володимиром Орловським. Її прадід, Сергій Орловський (за даними Головного архіву давніх актів (пол. Archiwum Główne Akt Dawnych, AGAD) був сином Яна Орловського (Jan Orłowski 1818 р.н.) згідно даних польського Генеалогічного ресурсу Geneteka Архіви: Архів архієпископа Базяка в Кракові, Парафія/РАЦС Львівський св Марія Магдалина, Lwów św. Maria Magdalena Skniłówekdom: 14, akt w księdze Kulparków, str. 85, sygn. C-CXXIX-12. Ян Сергійович Орловський (Jan Orłowski 1818 р.н.) міг бути рідним братом Доната Сергійовича Орловського (1820 р.н.), батька Володимира Орловського). Сергій Іванович Орловський - племінник Доната Сергійовича Орловського і згідно даних Головного архіву давніх актів (пол. Archiwum Główne Akt Dawnych, AGAD) двоюрідний брат Володимира Орловського, рятуючи родину у період 1917-1918 років їде до Риги де змінює прізвище з Орловський на Орлов. Тоді, одна з гілок Орловських трансформувалася на «Орлов». Сергій Іванович Орлов (Орловський) мав двох cинів - Олександр Сергійович Орлов (1905 р.н.) та Володимир Сергійович Орлов (1910 р.н.) 「є дідом Ванди Орлової згідно архівних документів, що зберігаються у родині」.

## Виставки та конкурси
- Картини Ванди Орлової регулярно виставляються в провідних галереях України та беруть участь у численних міжнародних конкурсах, де її роботи отримували високу оцінку.
- Учасник Міжнародного конкурсу  художників-початківців Jackson's Art Prize 2024 (Великобританія)
- Учасник Міжнародного конкурсу BBA Artist Prize 2024 (Берлін, Німеччина)
- Учасник The Chelsea International Fine Art Competition 2024 (США)
- Учасник міжнародного конкурсу Artsy Shark на звання обраного художника (США)
- Учасник Міжнародного конкурсу від Британського професійного художнього журналу Art Maze Mag (Великобританія)
- Переможець  Всеукраїнського конкурсу "Різдвяні Традиції та Обряди України: Від Стародавності до Сучасності" (Україна)

## Статті
- Світло, як головний герой живопису Джерело: Аргументи і Факти. Україна[1]
- В променях часу, як мистецтво оживлює традиції Джерело: Кореспондент[2]
- Техніка «соляризму», створена художницею Вандою Орловою  Джерело: Інфо Київ[3]
- Унікальна техніка живопису київської художниці Джерело: Успіх in UA[4]
- Золотий дотик сонця в кожній картині Ванди Орлової Джерело: ІНФОКИЇВ[5]
- Мистецтво, що говорить мовою світла навіть у часи темряви Джерело: Столиця[6]
- Живопис, що оживає в картинах Ванди Орлової Джерело: EXCLUSIVE UA[7]

## Галерея
https://www.orlova-vanda.com.ua/english/portfolio
- Автор: Ванда Орлова; картина виконана в авторському стилі "солярісм"; експонувалась у Великій лаврській дзвіниці національного історико-культурного заповідника "Києво-Печерська лавра" у листопаді (2024) - січні (2025). Розмір 80х60см, полотно на підрамнику, олійні та акрилові фарби, золота поталь.Автор: Ванда Орлова; картина виконана в авторському стилі "солярісм"; експонувалась у Великій лаврській дзвіниці національного історико-культурного заповідника "Києво-Печерська лавра" у листопаді (2024) - січні (2025). Розмір 80х60см, полотно на підрамнику, олійні та акрилові фарби, золота поталь.